# Bendy and the Ink Machine
A Bendy and the Ink Machine egy 2017-ben megjelent klasszikus 3D-s túlélőhorror stílusú egyjátékos indie videojáték, amit a Joey Drew Studios és a TheMeatly Games fejlesztett ki.

## Cselekmény (összes chapter)
A történet úgy kezdődik, hogy a játékos, Henry Stein, az animátor, egy régi barátja, Joey Drew visszaküld a régi műhelybe, ahol a tinta ömlik a plafonból, és a vetítővásznon rajzfilmek láthatók, a rádió pedig állandóan játssza a jobbnál jobb slágereket, amiket Sammy Lawrence írt azelőtt. De kiderül, hogy itt van a Tinta Démon is, aki minden lépésedet figyeli, és kartonpapírból kivágott Bendy-figurákkal ijesztget. Utána miután a tárgyak összegyűjtésével aktiváltad a tintagépet, a Tinta Démonnal szemben találod magad, a ledeszkázott bejárat előtt, ami a tintagéphez vezet. Ezután megpróbálsz elmenekülni, de az összeomló műhely kijárata előtt a deszka a lábad alatt beszakad, és leesel egy másik szintre. Találsz egy baltát, amivel az utadban álló deszkákat szétvered, és végül találsz egy pentagrammát, aminek az összes sarkán gyertya ég. Amikor megközelíted, elájulsz.
Elkezdődik a második fejezet, amiben Sammy Lawrence-szet is lehet látni elhaladni egy kivágott Bendy figurával. Utolérni nem sikerül. Ő írta az összes itt található rádióban lejátszható zenét. Feladatokat kell teljesítened, hogy kijuss, az egyik kijáraton. Ám amikor minden a helyén van, és elindulsz a lépcsők felé, Sammy hátulról leüt téged. Közli veled, hogy feláldoz téged a tinta démonnak. Ez rosszul sül el, mert Sammy-t támadja meg a démon. Mikor kiszabadulsz, néhány harc után megint találkozol a Tinta Démonnal, aki elkezd üldözni téged, amíg oda nem jutsz ahhoz az  ajtóhoz, ahol el is kezdődik a harmadik fejezet.
A harmadik fejezetben találkozol Borisszal, a farkassal, és egy új gonosz is belép a Tinta Démon mellé: Alice Angel, aki már nem hasonlít régi önmagára. Elvesztette szépségét, azért hogy vissza kapja, Borisokat belez ki. Sokan azt mondják, hogy ő Susie Campbell, akinek a hangfelvételei a játékban is megtalálhatók. Alice folyamatosan feladatokat ad nekünk, de a harmadik fejezet végén kiderül, hogy csak gonosz tervét akarta végrehajtani, majd elrabolja Borist, és a szerveit felhasználva újra szép lehessen. 
A negyedik fejezetben nem sikerül megmentened Boris, ezért ún.  Brute Boris lesz belőle, majd sajnos őt is el kell pusztítanod. Pár barátod hátulról megöli a gonosz Alice Angel-t, aki bosszúból meg a akar ölni (miután legyőzted Boris gonosz énjét). 
Végül az ötödik fejezetben bekerülsz a börtönbe, mivel kiderül, hogy megmentőid nem bíznak meg benned. Hamarosan a Tinta Démon is rátalál a rejtekhelyre, de a megmentőid elfutnak, tehát már ki lehet szabadulni a cellából. Ekkor egy új eszközt kapsz, amivel láthatod a falra írt titkos írásjeleket/mondatokat, és ez sokat segíthet, hogy elvégezd a fejezetet. Ezt fogod tudni használni, amikor visszatérsz az első chapter-re. Amikor kiszabadulsz, néhány izgalmas kaland után a Tinta Démon átváltozik Bestia Bendy-vé (Angolul: Beast Bendy) ami annyit jelent, hogy óriási nagy szörnyeteggé változik, aminek nagy karmai és fogai vannak. Karokat kell úgy lehúzni egy nagy teremben úgy, hogy Bendy ne kapjon el. Ha a Bestia Bendyvel is végeztél, a stúdióban az összes vetítőn “vége” felirat látható, ami elpusztítja a vérengző démont. Te visszatérsz a barátodhoz, Joey-hoz, aki mutat egy ajtót, ami mögött újra visszatérsz az első fejezetbe. (Egyes teóriák arról szólnak, hogy ez egy véget nem érő álom). Visszatérve arra az eszközre, amellyel például falra festett titkos üzeneteket láthatsz, az első fejezetben láthatunk egy olyan szöveget, hogy „azonnal fordulj vissza”. Sajnos arra már késő, az ajtó becsukódik. Lehet, hogy Henry nincs tisztába vele, hogy folyamatosan újrakezdődik a ciklus. Hiába győzi le a démont, az idők megszűnéséig úkrakezdődik, amely azt jelenti, hogy a karakterek (mint pl.: Boris vagy Sammy) nem fognak emlékezni Henry-re. Csak sejtik, hogy egyszer már látták Henry-t. Ez a jelenség a legjobban Sammy-n látható. 

## Archívum
Az “archívum” című fejezet csak is akkor tárja fel magát, ha a játékos elvégzett minden egyes fejezetet. Ez az ún. archívum egy múzeum, ahol szabadon járkálhatsz, és megtalálhatod minden karakter személyleírását a nevével együtt.

## További Információ
- A Bendy and the Ink Machine hivatalos honlapja Archiválva 2018. június 23-i dátummal a Wayback Machine-ben
- Bendy and the Ink Machine FANDOM Wiki
- Bendy and the Ink Machine Webáruház Archiválva 2021. április 30-i dátummal a Wayback Machine-ben